# 심대윤
심대윤(沈大允, 1806년 ~ 1872년)은 조선 후기의 실학자이다. 본관은 청송(靑松), 자는 진경(晉卿), 호는 백운(白雲) ‧ 석교(石橋)이다.
영조 때 영의정을 지낸 준소(峻少)의 영수 심수현(沈壽賢)의 고손자이고, 강화학파의 중심 인물 소론 산림(少論 山林) 대사헌 심육(沈錥)의 동생인 이조참판 심악(沈䥃)의 증손자이다.

## 가계
{친계}
- 고조부 : 심수현(沈壽賢) - 준소(峻少)의 영수, 영의정
  - 종증조부 : 심육(沈錥) - 소론 산림(少論 山林), 세자시강원 찬선, 성균관 좨주, 형조참판, 대사헌
  - 종증조부 : 심발(沈鈸) - 내시교관
  - 증조부 : 심악(沈䥃) - 준소(峻少), 이조참판, 나주괘서사건(羅州掛書事件)으로 참형당함
    - 조부 : 심신지(沈新之)
      - 숙부 : 심응륜(沈應倫)
        - 심응륜의 양자 : 심대재(沈大載)
          - 심대재의 양자 : 심도택(沈道澤) - 심의돈(沈宜敦)의 아들

      - 아버지 : 심완륜(沈完倫) - 심무지(沈戊之)에 양자로 입적
      - 어머니 : 의령 남씨 - 남시묵(南恃默)의 딸
        - 본인 : 심대윤(沈大允)
        - 부인 : 경주 이씨 - 이후영(李厚榮)의 딸
          - 양자 : 심명택(沈命澤) - 심의돈(沈宜敦)의 아들
          - 며느리 : 풍양 조씨 - 조연필(趙然弼)의 딸
          - 친자 : 심인택(沈寅澤)

        - 동생 : 심대재(沈大載) - 심응륜(沈應倫)에 양자로 입적
        - 동생 : 심의래(沈宜來)
        - 동생 : 심대시(沈大時)
        - 동생 : 심의돈(沈宜敦)
          - 조카 : 심명택(沈命澤) - 심대윤(沈大允)에 양자로 입적
          - 조카 : 심도택(沈道澤) - 심대재(沈大載)에 양자로 입적
          - 조카 : 심준택(沈駿澤)

        - 동생 : 심의규(沈宜逵)

{양계}
- 고조부 : 심수현(沈壽賢) - 준소(峻少)의 영수, 영의정
  - 증조부 : 심발(沈鈸) - 내시교관
    - 조부 : 심무지(沈戊之)
      - 아버지 : 심완륜(沈完倫) - 심신지(沈新之)의 아들
      - 어머니 : 의령 남씨 - 남시묵(南恃默)의 딸
        - 본인 : 심대윤(沈大允)
        - 부인 : 경주 이씨 - 이후영(李厚榮)의 딸
          - 양자 : 심명택(沈命澤) - 심의돈(沈宜敦)의 아들
          - 며느리 : 풍양 조씨 - 조연필(趙然弼)의 딸
          - 친자 : 심인택(沈寅澤)

        - 동생 : 심대재(沈大載) - 심응륜(沈應倫)에 양자로 입적
        - 동생 : 심의래(沈宜來)
        - 동생 : 심대시(沈大時)
        - 동생 : 심의돈(沈宜敦)
          - 조카 : 심명택(沈命澤) - 심대윤(沈大允)에 양자로 입적
          - 조카 : 심도택(沈道澤) - 심대재(沈大載)에 양자로 입적
          - 조카 : 심준택(沈駿澤)

        - 동생 : 심의규(沈宜逵)

## 생애
심대윤의 집안은 증조부 심악(沈䥃)이 나주괘서사건(羅州掛書事件)에 이어 일어난 1755년(영조 31)의 을해옥사(乙亥獄事)에 연루되면서 일거에 몰락하고 말았다. 이 사건의 후유증으로 그는 벼슬길이 막히고 겨우 양반의 명맥만 유지하게 되었다. 이러한 처지는 그가 학문 연구에 몰두하게 된 원인이 된다. 그는 한양(漢陽)에서 경주이씨(慶州李氏)와 혼인을 하였는데, 그의 처가에 대한 구체적인 사정은 확인되지 않고 있다. 그는 혼인 후 오랫동안 자식이 없어 넷째 동생인 심의돈(沈宜敦)의 아들인 심명택(沈命澤)을 양자로 들였다. 그는 39세 때에 한양을 떠날 정도로 경제적 처지가 매우 곤란하여 노모와 두 동생과 함께 안성(安城)의 가곡(佳谷)으로 이주를 하였다. 그는 그곳에서 경제적인 곤궁을 해결하기 위해 목반(木槃)을 만드는 천한 일에 종사하면서도 학문적인 노력에는 변함이 없었다. 심대윤은 저술에 몰두하다가 1872년(고종 9) 7월 25일 생을 마감하였다.— 한국역대인물종합정보시스템 - 심대윤(沈大允)

## 교우관계
그의 교유관계는 그의 정치‧경제적인 처지때문에 매우 폭이 좁았으나, 이희영(李曦榮), 강혜백(姜惠伯), 유영건(柳榮健), 정치형(鄭稚亨) 등과 교유하였다.

## 저서
- 그의 저술은 경학과 역사 방면의 저술을 위시하여 모두 110책이 넘는다.
- 《복리전서(福利全書)》- 유교의 덕목을 재구성하여 편찬한 복리서로 기독교에 대한 비판 입장을 나타내고 있다. [1862년작, 소장 : 서울대학교 규장각, 고려대학교 중앙도서관]
- 《한중수필(閒中隨筆)》
- 《중용훈의(中庸訓義)》 [소장 : 서울대학교 규장각, 연세대학교 도서관]
- 《동사(東史)》
- 《전사(全史)》
- 《춘추사전속전(春秋四傳續傳)》
- 《예기정해(禮記正解)》
- 《시경집전변정(詩經集傳辨正)》
- 《정법 수록(政法隨錄)》 [1854년작]
- 《대순 신서(大順新書)》 [1854년작]
- 《흠서 박론(欽書駁論)》

## 평가
심대윤은 경전을 통하여 학문에 입문하고, 이를 체득한 다음 제자백가(諸子百家)나 음양(陰陽), 술수(術數) 같은 것을 공부하였다. 그는 독학으로 학문에 나아갔으며, 10대 중반에 사서삼경(四書三經)에 매진하였다. 그러나 학문적인 성취가 없자 20년 동안 경전 공부를 작파하였다. 이러한 경험이 그의 학문적 논지를 세련되게 하지 못한 단점도 있으나, 한편으로는 자신의 사유를 마음껏 펼칠 수 있는 계기를 만든 이점도 있었다. 그런 점에서 그의 학문 방법은 색다르다. 그는 『춘추(春秋)』를 현실 토대위에서 독법하는 방법을 체득한 다음 제자서(諸子書)와 기타 서적들을 섭렵하고, 그러한 토대위에서 경전을 이해하는 과정을 밟고 있다. 즉 학문의 과정과 방법은 자신의 현실 처지와 관련이 깊다. 자신의 역사적 안목과 삶의 체험을 경학저술에 접목시키는 방법이 바로 그것이다. 그가 『동사(東史)』와 『전사(全史)』를 집필한 것이라든가, 당대 현실에 바탕한 경학 해석 등도 모두 이러한 학문관의 소산이다. 그는 30대 후반부터 본격적으로 경전 공부에 몰입하였고, 그 뒤 거의 수십 년간이나 경전의 주석 작업에 매달렸다. 그의 학문적 좌표는 곧 경전의 올바른 이해였음을 이러한 작업에서 알 수 있다. 그의 다양한 독서 경험과 역사서에 대한 깊은 이해라든가 독법(讀法)도 따지고 보면 자신이 목표로 하였던 올바른 경전의 해석을 위한 수단이었다.

사물의 실리를 통하여 실득(實得)을 탐구하는 그의 학문 자세가 곧 그가 평생 지향했던 학문 방법이었다. 이러한 학문자세는 장구(章句)에 얽매어 해석하는 정주(程朱)의 학문과 이를 맹목적으로 따르는 당시 학자들의 학문풍토와 그 방향을 달리하였다. 이를 바탕으로 성취한 경학세계 또한 당시 학자들의 경전해석과 그 궤를 달리한다. 그가 실을 바탕에 깔고 경학으로 현실에 대응하려고 한 자체가 이미 주자의 사유와는 그 담론을 전혀 달리한다. 그는 현실 토대에서 벗어나 관념적으로 이해한 정‧주적 학문 태도를 부정하고 실리와 실득에 바탕한 학문 방식을 대안으로 제시하였다. 이러한 그의 학문적 특징은 가학적인 학통과는 약간의 관련성이 있는데, 그의 증조부 심악(沈䥃)의 형이었던 심육(沈錥)이 조선 양명학(陽明學)의 개조라고 불리는 정제두(鄭齊斗)의 수제자였기 때문이다. 그가 생을 걸었던 경학 저술은 양적인 면에서는 물론이며, 질적인 면에서도 19세기 경학사의 한 획을 긋는 업적이다. 위당 정인보는 심대윤에 대하여 “근세의 학자로서 이익과 안정복은 역사학으로 빼어났고, 정약용은 정치학으로 뛰어났다. 그러나 심대윤은 적막한 가운데 외롭게 지켜, 명성이 파묻히게 되었다. ...그러나 공정하게 논평하건대 정밀한 뜻과 빼어난 해석이 여러 학설 가운데에서 빼어났으니 삼한(三韓‧조선) 경학의 밝은 빛이라 하겠다.”라고 평하였다.— 한국역대인물종합정보시스템 - 심대윤(沈大允)

## 같이 보기
| - 소론 - 실학 - 양명학 - 강화학파 - 심수현 - 심육 - 홍양호 - 정제두 | - 이광사 - 이긍익 - 이익 - 안정복 - 유형원 - 이중환 - 정약용 - 정인보 |

## 참조
- 《한국역대인물종합정보시스템》
- 《심대윤 전집》
- 《한국경학자료집성(韓國經學資料集成)》
- 한국 자전의 역사 - 실학자의 논의
- 《고선책보(古鮮冊譜)》